# کیلارنی، کوئینزلند
کیلارنی (به انگلیسی: Killarney) یک شهرک در استرالیا است که در کوئینزلند واقع شده‌است.